# Décès en 1297
Décès
- 1293
- 1294
- 1295
- 1296
- 1297
- 1298
- 1299
- 1300
- 1301

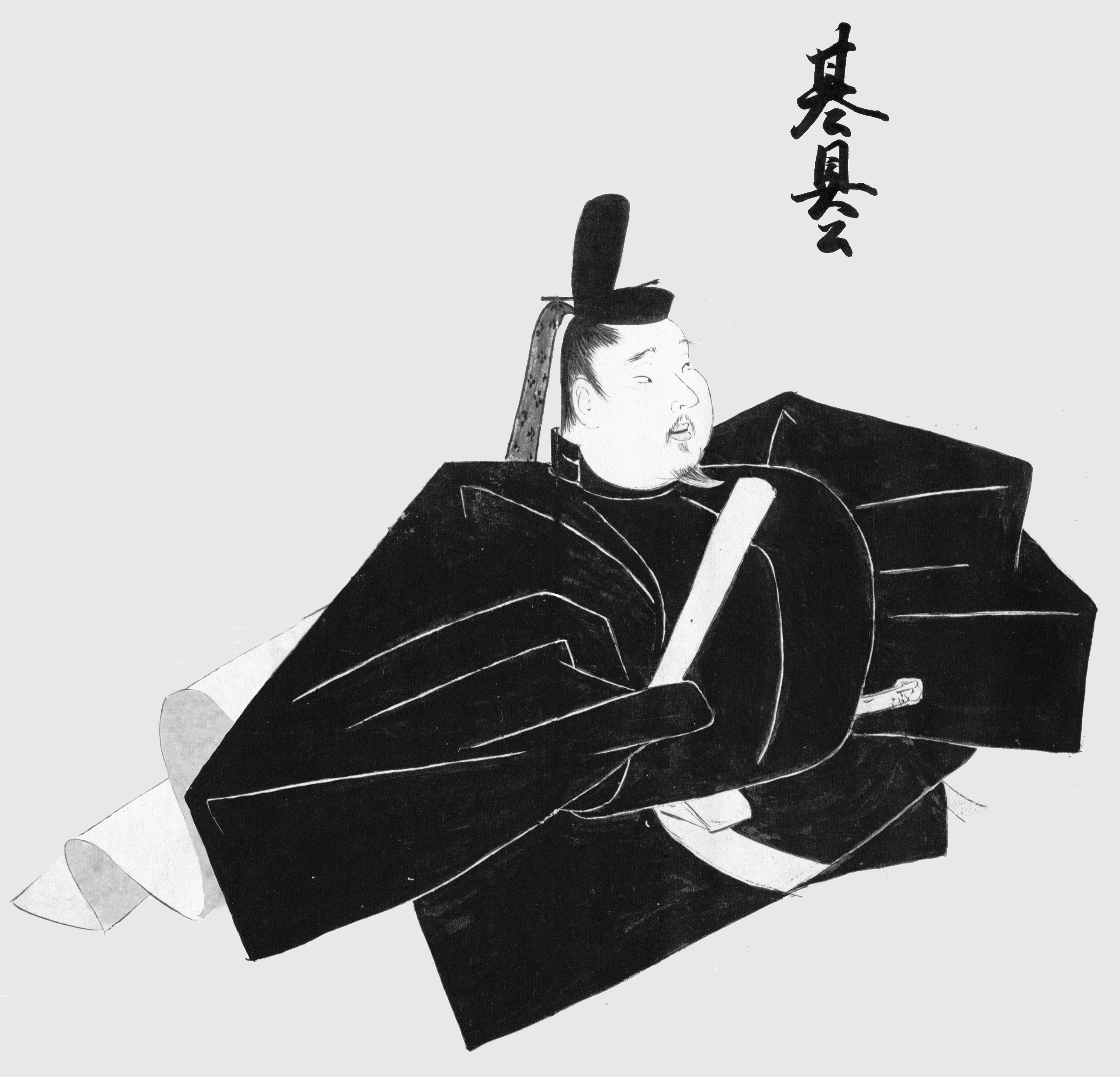
Horikawa Mototomo, mort en 1297.

Cette page dresse une liste de personnalités mortes au cours de l'année 1297
- 23 janvier : Florent de Hainaut, prince d'Achaïe (Morée).
- 22 février : Marguerite de Cortone, franciscaine du Tiers-Ordre.
- après le 7 mai : Simon d'Armentières, cardinal français, membre de l'ordre des bénédictins de Cluny.
- 21 mai : Judith de Habsbourg, reine consort de Bohême.
- 27 juin : Bérard de Got, cardinal français.
- le ou vers le 25 juillet : Donald, 6e comte de Mar.
- 3 août : Jean de Nanteuil, évêque émérite de Troyes, pair de France.
- 13 août : Émir Nowruz, aristocrate mongol de Perse, actif sous la dynastie mongole des Houlagides (ou Ilkhanides), notamment comme ministre de l’ilkhan Ghazan.
- 14 août : Frédéric III de Nuremberg, burgrave de Nuremberg.
- 16 août : Jean II de Trébizonde, empereur de Trébizonde.
- 18 août : Simon de Beaulieu, cardinal français.
- 19 août : Louis d'Anjou, évêque de Toulouse.
- 20 août : 
  - William Fraser, évêque de Saint Andrews, Lord chancelier d'Écosse et Gardien de l'Écosse.
  - Walram de Juliers, comte de Juliers.
- 4 novembre : Simon de Perruche, évêque de Chartres.
- 14 décembre : Benedetto Caetani, iuniore, cardinal italien, parent du pape Boniface VIII.
- 20 décembre : Philippe de Lorraine-Florange, évêque de Metz.
- 28 décembre : Hugues Aycelin Montaigut, cardinal français, dominicain et théologien.

- Hesso de Bade-Bade, co-margrave de Bade-Bade.
- Raimond de Calmont d'Olt, noble du Rouergue.
- Marie de Dampierre, noble française.
- Jean de Genève, prieur de Nantua, évêque de Valence et Die.
- Guillaume de La Roche-Tanguy, évêque de Rennes.
- Andrew de Moray, chef militaire au cours du conflit anglo-écossais, connu sous le nom de Guerres d'indépendance de l'Écosse.
- Jan Gerbicz, évêque de Poznań.
- Horikawa Mototomo (ja), Daijō-daijin puis moine japonais.

## Crédit d'auteurs
- Cet article est partiellement ou en totalité issu de l'article intitulé « 1297 » (voir la liste des auteurs).